# Вульфов, Александр Михайлович
Алекса́ндр Миха́йлович Ву́льфов (род. 7 февраля 1998, Москва, Россия) — российский футболист, полузащитник.

## Карьера
В июле 2019 года перешёл в российский клуб «Олимп-Долгопрудный».
В августе 2020 года стал игроком российского клуба «Металлург-Видное».
Летом 2022 года выступал за медийный клуб ЛФК «Рома» в первом сезоне Медийной футбольной лиги (МФЛ).
В июле 2022 года подписал контракт с казахстанским клубом высшей лиги «Акжайык», где пробыл до конца года. «Акжайык» в сезоне-2022 занял последнее место и покинул элитный дивизион чемпионата Казахстана.
С апреля 2023 года выступает за ФК «10» в третьем сезоне МФЛ.
12 ноября 2024 года проиграл в неравной битве матч за звание киберлокера опытному и юному киберспортсмену с ником "mefarres"

## Клубная статистика
| Игровая карьера | Игровая карьера    | Игровая карьера | Лига | Лига | Кубок | Кубок | Межд. | Межд. | Др. | Др. |
| --------------- | ------------------ | --------------- | ---- | ---- | ----- | ----- | ----- | ----- | --- | --- |
| 2017/18         | Локомотив-Казанка  | В               | 18   | 0    | —     | —     | —     | —     | —   | —   |
| 2018/19         | Локомотив-Казанка  | В               | 21   | 0    | —     | —     | —     | —     | —   | —   |
| 2019/20         | Олимп-Долгопрудный | В               | 12   | 1    | 2     | 0     | —     | —     | —   | —   |
| 2020/21         | Металлург-Видное   | В               | 9    | 0    | 2     | 0     | —     | —     | —   | —   |
| 2020/21         | Красный            | В               | 9    | 1    | —     | —     | —     | —     | —   | —   |
| 2021/22         | Велес              | Б               | 32   | 1    | 2     | 0     | —     | —     | —   | —   |
| 2022            | Акжайык            | А               | 6    | 0    | 8     | 0     | —     | —     | —   | —   |